# Јурекуаро (Јурекуаро, Мичоакан)
Јурекуаро (шп. Yurécuaro) насеље је у Мексику у савезној држави Мичоакан у општини Јурекуаро. Насеље се налази на надморској висини од 1540 м.

## Становништво
Према подацима из 2010. године у насељу је живело 23843 становника.

### Хронологија
| Година       | 2000                 | 2005                 | 2010                  |
| ------------ | -------------------- | -------------------- | --------------------- |
| Становништво | 20297 (9708 / 10589) | 20560 (9848 / 10712) | 23843 (11510 / 12333) |

### Попис
| \| \| м \| \| \| ж \| \| 0—2 \| 723 \| \| \| 673 \| \| 3—5 \| 764 \| \| \| 745 \| \| 6—11 \| 1.515 \| \| \| 1.524 \| \| 12—14 \| 783 \| \| \| 784 \| \| 15—17 \| 767 \| \| \| 748 \| \| 18—24 \| 1.447 \| \| \| 1.591 \| \| 60+ \| 1.029 \| \| \| 1.253 \| \| Просек : \| 27,8 \| \| \| 29,0 \| |       |  |  |       |
| |       |  |  |       |
| | м     |  |  | ж     |
| 0—2 | 723   |  |  | 673   |
| 3—5 | 764   |  |  | 745   |
| 6—11 | 1.515 |  |  | 1.524 |
| 12—14 | 783   |  |  | 784   |
| 15—17 | 767   |  |  | 748   |
| 18—24 | 1.447 |  |  | 1.591 |
| 60+ | 1.029 |  |  | 1.253 |
| Просек : | 27,8  |  |  | 29,0  |

| #   | Индикатор                                                                                        | Вредност |
| --- | ------------------------------------------------------------------------------------------------ | -------- |
| 1   | Становништво од 0 до 2 године                                                                    | 1396     |
| 2   | Мушко становништво од 0 до 2 године                                                              | 723      |
| 3   | Женско становништво од 0 до 2 године                                                             | 673      |
| 4   | Становништво са 3 и више година                                                                  | 22434    |
| 5   | Мушко становништво са 3 и више година                                                            | 10781    |
| 6   | Женско становништво са 3 и више година                                                           | 11653    |
| 7   | Становништво са 5 и више година                                                                  | 21420    |
| 8   | Мушко становништво са 5 и више година                                                            | 10264    |
| 9   | Женско становништво са 5 и више година                                                           | 11156    |
| 10  | Становништво са 12 и више година                                                                 | 17886    |
| 11  | Мушко становништво са 12 и више година                                                           | 8502     |
| 12  | Женско становништво са 12 и више година                                                          | 9384     |
| 13  | Становништво са 15 и више година                                                                 | 16319    |
| 14  | Мушко становништво са 15 и више година                                                           | 7719     |
| 15  | Женско становништво са 15 и више година                                                          | 8600     |
| 16  | Становништво са 18 и више година                                                                 | 14804    |
| 17  | Мушко становништво са 18 и више година                                                           | 6952     |
| 18  | Женско становништво са 18 и више година                                                          | 7852     |
| 19  | Становништво од 3 до 5 година                                                                    | 1509     |
| 20  | Мушко становништво од 3 до 5 година                                                              | 764      |
| 21  | Женско становништво од 3 до 5 година                                                             | 745      |
| 22  | Становништво од 6 до 11 година                                                                   | 3039     |
| 23  | Мушко становништво од 6 до 11 година                                                             | 1515     |
| 24  | Женско становништво од 6 до 11 година                                                            | 1524     |
| 25  | Становништво од 8 до 14 година                                                                   | 3625     |
| 26  | Мушко становништво од 8 до 14 година                                                             | 1831     |
| 27  | Женско становништво од 8 до 14 година                                                            | 1794     |
| 28  | Становништво од 12 до 14 година                                                                  | 1567     |
| 29  | Мушко становништво од 12 до 14 година                                                            | 783      |
| 30  | Женско становништво од 12 до 14 година                                                           | 784      |
| 31  | Становништво од 15 до 17 година                                                                  | 1515     |
| 32  | Мушко становништво од 15 до 17 година                                                            | 767      |
| 33  | Женско становништво од 15 до 17 година                                                           | 748      |
| 34  | Становништво од 18 до 24 године                                                                  | 3038     |
| 35  | Мушко становништво од 18 до 24 године                                                            | 1447     |
| 36  | Женско становништво од 18 до 24 године                                                           | 1591     |
| 37  | Женско становништво од 15 до 49 година                                                           | 6414     |
| 38  | Становништво са 60 и више година                                                                 | 2282     |
| 39  | Мушко становништво са 60 и више година                                                           | 1029     |
| 40  | Женско становништво са 60 и више година                                                          | 1253     |
| 41  | Однос између мушкараца и жена                                                                    | 93.33    |
| 42  | Становништво од нуле до 14 година                                                                | 7511     |
| 43  | Становништво од 15 до 64 године                                                                  | 14679    |
| 44  | Становништво од 65 година и више                                                                 | 1640     |
| 45  | Просечан број деце                                                                               | 2.54     |
| 46  | Становништво рођено у ентитету                                                                   | 20064    |
| 47  | Мушко становништво рођено у ентитету                                                             | 9684     |
| 48  | Женско становништво рођено у ентитету                                                            | 10380    |
| 49  | Становништво рођено у другом ентитету                                                            | 3518     |
| 50  | Мушко становништво рођено у другом ентитету                                                      | 1708     |
| 51  | Женско становништво рођено у другом ентитету                                                     | 1810     |
| 52  | Становништво од 5 година и више резидентно у ентитету у јуну 2005. године                        | 20667    |
| 53  | Мушко становништво старосног доба од 5 година и више, резидентно у ентитету у јуну 2005. године  | 9858     |
| 54  | Женско становништво старосног доба од 5 и више година, резидентно у ентитету у јуну 2005. године | 10809    |
| 55  | Становништво од 5 година и више које је живело у другом ентитету у јуну 2005. године             | 510      |
| 56  | Мушко становништво старије од 5 година које је живело у другом ентитету у јуну 2005. године      | 261      |
| 57  | Женско становништво старије од 5 година које је живело у другом ентитету у јуну 2005. године     | 249      |
| 58  | Становништво од 3 године и више које говори аутохтони језик                                      | 611      |
| 59  | Мушко становништво старо 3 године и више које говори аутохтони језик                             | 312      |
| 60  | Женско становништво старо 3 године и више које говори аутохтони језик                            | 299      |
| 61  | Становништво од 3 године и више које говори аутохтони језик и не говори шпански језик            | 8        |
| 62  | Мушко становништво старо 3 године и више које говори аутохтони језик и не говори шпански         | 3        |
| 63  | Женско становништво старо 3 године и више које говори аутохтони језик и не говори шпански језик  | 5        |
| 64  | Становништво старо 3 године и више које говори аутохтони језик и шпански                         | 541      |
| 65  | Мушко становништво старо 3 године и више које говори аутохтони језик и шпански                   | 273      |
| 66  | Женско становништво старо 3 године и више које говори аутохтони језик и шпански                  | 268      |
| 67  | Становништво од 5 година и више које говори аутохтони језик                                      | 584      |
| 68  | Становништво од 5 година и више које говори аутохтони језик и не говори шпански језик            | 6        |
| 69  | Становништво од 5 година и више које говори аутохтони језик и говори шпански језик               | 517      |
| 70  | Становништво у домородачким домаћинствима                                                        | 661      |
| 71  | Становништво са ограничењима у активностима                                                      | 775      |
| 72  | Становништво са ограниченим ходањем или кретањем, горе или доле                                  | 521      |
| 73  | Становници са ограничењима вида, чак и уз кориштење сочива                                       | 130      |
| 74  | Становништво са ограничењима говора, комуникације или конверзације                               | 50       |
| 75  | Становништво са ограниченим слухом                                                               | 51       |
| 76  | Становништво са ограничењима при одевању, купању или јелу                                        | 22       |
| 77  | Становништво са ограничењима у опажању или учењу једноставних ствари                             | 19       |
| 78  | Становништво са менталним ограничењима                                                           | 61       |
| 79  | Становништво без ограничења активности                                                           | 22868    |
| 80  | Становништво од 3 до 5 година које не похађа школу                                               | 815      |
| 81  | Мушко становништво од 3 до 5 година које не похађа школу                                         | 420      |
| 82  | Женско становништво од 3 до 5 година које не похађа школу                                        | 395      |
| 83  | Становништво од 6 до 11 година које не похађа школу                                              | 269      |
| 84  | Мушко становништво од 6 до 11 година које не похађа школу                                        | 143      |
| 85  | Женско становништво од 6 до 11 година које не похађа школу                                       | 126      |
| 86  | Становништво од 12 до 14 година које не похађа школу                                             | 478      |
| 87  | Мушко становништво од 12 до 14 година које не похађа школу                                       | 226      |
| 88  | Женско становништво од 12 до 14 година које не похађа школу                                      | 252      |
| 89  | Становништво од 15 до 17 година похађа школу                                                     | 569      |
| 90  | Мушко становништво од 15 до 17 година похађа школу                                               | 275      |
| 91  | Женско становништво између 15 и 17 година живота у школи                                         | 294      |
| 92  | Становништво од 18 до 24 године похађа школу                                                     | 361      |
| 93  | Мушко становништво од 18 до 24 године похађа школу                                               | 183      |
| 94  | Женско становништво од 18 до 24 године похађа школу                                              | 178      |
| 95  | Становништво од 8 до 14 година које не може да чита и пише                                       | 289      |
| 96  | Мушко становништво старосног доба од 8 до 14 година које не може да чита и пише                  | 163      |
| 97  | Женско становништво старосног доби од 8 до 14 година које не може да чита и пише                 | 126      |
| 98  | Становништво од 15 година и више које је неписмено                                               | 1878     |
| 99  | Мушко становништво од 15 година и више које је неписмено                                         | 813      |
| 100 | Женско становништво од 15 година и више које је неписмено                                        | 1065     |
| 101 | Становништво старо 15 и више година без школовања                                                | 1996     |
| 102 | Мушко становништво старо 15 и више година без школовања                                          | 889      |
| 103 | Женско становништво старо 15 и више година без школовања                                         | 1107     |
| 104 | Становништво старосног доба 15 и више година са непотпуним основним образовањем                  | 3099     |
| 105 | Мушко становништво старосног доба од 15 година и више са непотпуном основним образовањем         | 1407     |
| 106 | Женско становништво старосног доба 15 и више година са непотпуном основним образовањем           | 1692     |
| 107 | Становништво старо 15 и више година са комплетним основним образовањем                           | 4875     |
| 108 | Мушко становништво старо 15 година и више са комплетним основним образовањем                     | 2241     |
| 109 | Женско становништво старо 15 и више година са комплетним основним образовањем                    | 2634     |
| 110 | Становништво старосног доба 15 и више година са непотпуним средњим образовањем                   | 1010     |
| 111 | Мушко становништво старосног доба од 15 година и више са непотпуним средњим образовањем          | 584      |
| 112 | Женско становништво старосног доба од 15 година и више са непотпуним средњим образовањем         | 426      |
| 113 | Становништво старо 15 и више година са пуним секундарном образовањем                             | 2019     |
| 114 | Мушко становништво старосног доба од 15 година и више са пуним секундарном образовањем           | 958      |
| 115 | Женско становништво старосног доба од 15 година и више са пуним секундарном образовањем          | 1061     |
| 116 | Становништво старије од 18 година са постосновним образовањем                                    | 2796     |
| 117 | Мушко становништво старије од 18 година са постосновним образовањем                              | 1421     |
| 118 | Женско становништво старије од 18 година са постосновним образовањем                             | 1375     |
| 119 | Просечна оцена школовања                                                                         | 6.49     |
| 120 | Просечан ниво образовања мушке популације                                                        | 6.68     |
| 121 | Просечан ниво образовања женског становништва                                                    | 6.32     |
| 122 | Економски активно становништво                                                                   | 9365     |
| 123 | Економски активна мушка популација                                                               | 6587     |
| 124 | Економски активна женска популација                                                              | 2778     |
| 125 | Становништво које није економски активно                                                         | 8370     |
| 126 | Мушко становништво које није економски активно                                                   | 1813     |
| 127 | Женско становништво које није економски активно                                                  | 6557     |
| 128 | Запослено становништво                                                                           | 9165     |
| 129 | Запослено мушко становништво                                                                     | 6435     |
| 130 | Запослено женско становништво                                                                    | 2730     |
| 131 | Незапослена популација                                                                           | 200      |
| 132 | Незапослена мушка популација                                                                     | 152      |
| 133 | Незапослена женска популација                                                                    | 48       |
| 134 | Становништво без права на здравствене услуге                                                     | 13516    |
| 135 | Становништво које има право на здравствене услуге                                                | 10249    |
| 136 | Становништво које има право на ИМСС                                                              | 1892     |
| 137 | Становништво које има право на социјално осигурање                                               | 723      |
| 138 | Становништво које има право на државно социјално осигурање                                       | 18       |
| 139 | Становништво које има право на опште осигурање или здравствено осигурање за нову генерацију      | 7043     |
| 140 | Становништво које је било једном или није било у браку током 12 година и више                    | 5892     |
| 141 | Венчано или уједињено становништво од 12 година и више                                           | 10435    |
| 142 | Становништво које је било у браку или уједињено 12 година и више                                 | 1545     |
| 143 | Становништво са католичком религијом                                                             | 22957    |
| 144 | Протестанти, еванђелисти и библијски следбеници различити од еванђелиста                         | 519      |
| 145 | Становништво са другим религијама различитим од претходних                                       | 2        |
| 146 | Становништво без религије                                                                        | 211      |
| 147 | Укупно пописаних домаћинства                                                                     | 5451     |
| 148 | Пописна домаћинства на челу са мушкарцима                                                        | 4069     |
| 149 | Пописна домаћинства на челу са женама                                                            | 1382     |
| 150 | Становништво у пописним домаћинствима                                                            | 23581    |
| 151 | Становништво у пописним домаћинствима на челу са мушкарцима                                      | 18289    |
| 152 | Становништво у пописним домаћинствима на челу са женама                                          | 5292     |
| 153 | Укупно домаћинстава                                                                              | 6615     |
| 154 | Укупно насељених домаћинстава                                                                    | 5456     |
| 155 | Укупно приватних кућа                                                                            | 6610     |
| 156 | Насељени приватни домови                                                                         | 5451     |
| 157 | Укупно насељених приватних кућа                                                                  | 5451     |
| 158 | Ненасељене приватне куће                                                                         | 850      |
| 159 | Појединачна домаћинства за привремену употребу                                                   | 309      |
| 160 | Становници у насељеним приватним кућама                                                          | 23581    |
| 161 | Насељеност станара у приватним становима                                                         | 4.33     |
| 162 | Просечно становника по соби у приватним насељеним домаћинствима                                  | 1.24     |
| 163 | Појединачна домаћинства са подовима од различитих материјала од земље                            | 5122     |
| 164 | Појединачна домаћинства у приземљу                                                               | 307      |
| 165 | Појединачна домаћинства са једном спаваћом собом                                                 | 1696     |
| 166 | Појединачна домаћинства са две спаваће собе и више                                               | 3731     |
| 167 | Појединачна домаћинства са једним собом                                                          | 356      |
| 168 | Појединачна домаћинства са две собе                                                              | 944      |
| 169 | Појединачна домаћинства са 3 собе и више                                                         | 4122     |
| 170 | Појединачна домаћинства која имају електрично светло                                             | 5422     |
| 171 | Појединачна домаћинства која немају електрично светло                                            | 14       |
| 172 | Појединачна домаћинства која имају водоводну воду у стамбеном простору                           | 5385     |
| 173 | Појединачна домаћинства која немају водоводну воду у стамбеном простору                          | 44       |
| 174 | Појединачна домаћинства која имају тоалет                                                        | 5399     |
| 175 | Појединачна домаћинства која имају канализацију                                                  | 5379     |
| 176 | Појединачна домаћинства која немају канализацију                                                 | 43       |
| 177 | Појединачна домаћинства која имају електрично светло, довод воде из јавне мреже и канализацију   | 5334     |
| 178 | Појединачна домаћинства без икаквих услова                                                       | 71       |
| 179 | Појединачна домаћинства која имају радио                                                         | 4361     |
| 180 | Појединачна домаћинства која имају телевизор                                                     | 5237     |
| 181 | Појединачна домаћинства која имају фрижидер                                                      | 4706     |
| 182 | Појединачна домаћинства која имају машину за веш                                                 | 3906     |
| 183 | Појединачна домаћинства која имају аутомобил или комби                                           | 2032     |
| 184 | Појединачна домаћинства која имају рачунар                                                       | 997      |
| 185 | Појединачна домаћинства која имају фиксну телефонску линију                                      | 2386     |
| 186 | Појединачна домаћинства која имају мобилни телефон                                               | 2690     |
| 187 | Појединачна домаћинства која имају приступ интернету                                             | 699      |
| 188 | Величина локације                                                                                | 8        |